# Hovercraft (groupe)
Pour l’article homonyme, voir Hovercraft.
Hovercraft est un groupe de rock américain, originaire de Seattle, dans l'État de Washington. Formé en 1993, le groupe publie deux albums studio — Akathisia (1997) et Experiment Below (1998) —, avant de se séparer en 2001. Il est formé par le duo Campbell 2000 (Ryan Shinn) à la guitare et Sadie 7 (Beth Liebling) à la basse.
Hovercraft est défini comme l'un des groupes les plus abrasifs ayant eu le soutien d'une major pour la distribution de ses albums. Bien que quelque peu négligé et souvent fortement critiqué pour son association avec la rockstar Eddie Vedder, le groupe est néanmoins largement reconnu et reçoit de bonnes critiques au cours de sa carrière.

## Biographie

### Débuts (1995–1996)
Beth Liebling et Ryan Shinn se rencontrent lors d'un cours d'anatomie pour étudiants en chirurgie. Avant de former Hovercraft, ils jouent ensemble dans Space Helmet. Celui-ci se sépare lorsque Shinn déménage à New York, les autres membres, dont le frère de Shinn, créent alors le groupe Magnog. Shinn revient peu de temps après, et Hovercraft est formé.
Le 8 janvier 1995, des enregistrements de Hovercraft et Magnog sont joués dans l'émission de radio pirate Self-Pollution d'Eddie Vedder. Les chansons sont décrites comme « sortant du lot ». Zero Zero Zero One sort en single 7" sur leur propre label Repellent Records. Enregistré en août 1994, il contient la chanson diffusée par Self-Pollution et annote Bobby Tamkin (alias Paul 4), à la batterie et « à la caisse à clous ». Aucun nom n'est donné aux chansons mais les inscriptions 0001-A et 0001-B sont gravées de chaque côté du vinyle. Il est publié aussi en VHS en tant que « single vidéo ».
Les singles sont distribués dans un premier temps lors des concerts, avec des autocollants sur le film plastique comportant l'inscription « Avec Eddie Vedder de Pearl Jam », alors que celui-ci n'a pas participé à l'enregistrement puisque c'est Bobby Tamkin qui joue de la batterie sous l'alias Paul 4. La même année, ils font la première partie de Mike Watt sur sa tournée américaine avec Vedder derrière les fûts. Hovercraft joue alors aux côtés du nouveau groupe de Dave Grohl, Foo Fighters, avant que Grohl et Vedder ne se joignent à Watt. C'est la première tournée d'Hovercraft, de même pour Grohl depuis la mort de Kurt Cobain. Le groupe ensuite Sky Cries Mary pour plusieurs concerts. Bien que Vedder porte une longue perruque pour masquer son visage, sa véritable identité devient rapidement connue et les concerts d'Hovercraft sont souvent bondés de fans venus voir uniquement le leader de Pearl Jam. Pendant la tournée avec Watt, Tamkin reprend sa place au sein du groupe puis le quitte à la fin, remplacé par l'ancien batteur de Pearl Jam Dave Krusen sous l'alias Karl 3-30.
Avec un batteur plus technique, le groupe peut désormais aller au-delà des expériences sonores de son premier album et jouer des concerts plus propres, avec une improvisation et un avant-gardisme plus structurés. En 1995, ils font la première partie de Sweet 75 dont c'est aussi la première tournée pour Krist Novoselic depuis la mort de Kurt Cobain. Hovercraft rejoint Sky Cries Mary et Sweet 75 pour la tournée Transmissions from Space, organisée par Microsoft et World Domination Records afin de promouvoir la technologie du CD Plus.
Les spectacles se distinguent par une entrée préparée à l'avance avec la foule : quand le groupe arrive, aucun mot n'est prononcé et aucun visuel avec les spectateurs n'est fait. La scène est plongée dans le noir tandis qu'un projecteur diffuse un film scientifique en noir et blanc ou un documentaire autour de l'espace datant des années 1940-1970. Les films incluent des accouplements d'animaux, des images en accéléré de fleurs s'épanouissant et d’astéroïdes se crashant. Les arrangements sont faits par Shinn et Liebling et sont modifiés à chaque tournée. Selon Shinn, ils l'ont fait dès le premier spectacle. Chaque concert est joué comme un unique titre semi-improvisé avec des bouts de chansons de l'album pendant quarante à quarante cinq minutes sans pause.
Pendant deux jours de mars et avril 1996, ils enregistrent Stereo Specific Polymerization sur 10", qui est publié par la suite sur le label de Liebling Repellent. On y retrouve des sons plus proches de ce qu'ils font pendant leurs concerts. En août, le groupe apparaît sur une chanson cachée de l'album A Small Circle of Friends: Germs en hommage aux Germs. Enregistré dans un garage à L.A. « pour recréer l'ambiance des Germs », Hovercraft produit une chanson de seize minutes, principalement instrumentale et reprise de Shutdown. Le morceau, qui contient une version plus conventionnelle de celui joué lors de la Monkeywrench Radio, met en avant une conversation en italien entre Shinn et Liebling, ce qui en fait l'unique enregistrement du groupe comportant des voix.
Après avoir fait le tour de plusieurs clubs en Amérique du Nord, Hovercraft fait la première partie de Unwound lors de sa tournée européenne. Le groupe est même choisi par les Who pour ouvrir les concerts dans plusieurs stades du Nord-Ouest des États-Unis à la fin de cette année 1996.

### AkathisiaetExperiment Below(1997–1999)
En 1997, le groupe signe chez Blast First à Londres avec Paul Smith, le directeur du label. En Amérique du Nord, leur premier album Akathisia est distribué par Mute Records. Ned Raggett d'AllMusic explique « que le groupe fait un travail fantastique sur cinq chansons instrumentales sombres qui évitent la prétention de l'acceptation commerciale ». Sur chacune des faces du vinyle, il est gravé le slogan culte du flipper Black Hole de chez D. Gottlieb & Co. : face A : « Do You... » ;  face B : « Dare To... » ; face C : « Enter The... » ; et face D : « Black Hole? » (autrement dit, « Oserez-vous entrer dans le trou noir ? ».)
La nouvelle formation joue pour la première fois ensemble au festival de Terrastock à Providence en avril 1997. Hovercraft tourne ensuite avec Kirihito et Caustic Resin, puis fait des premières parties pour Fugazi, Helmet et Melvins. Un EP est publié la même année avec deux morceaux tronqués d'Akathisia, remixés par Robin Rimbaud.
En 1995, le groupe change de nouveau de batteur, avec Ric Peterson alias Dash 11 qui prend la place. Son style plus viscéral et plus percutant est l'élément le plus visible de ce remplacement avec des morceaux plus concis et plus anguleux. La chanson Epoxy du futur deuxième album est joué en avant-première lors de l'émission Monkeywrench Radio de Pearl Jam le 31 janvier. Après un an de montage, le dernier album d'Hovercraft, Experiment Below, paraît en septembre. Jason Kaufman de Allmusic le décrit comme « étant de la musique stimulante qui trouvera certainement récompense auprès de ceux qui ont été suffisamment patients pour l'attendre. ».
En 1998 et 1999, le groupe tourne en Europe avec Add N to (X) et aux États-Unis avec Boredoms, Melvins et Mr. Bungle. Hovercraft donne aussi quelques concerts en compagnie de Wire, Sleater-Kinney, Hater, Mudhoney et IQU.

### Séparation (2000–2001)
Hovercraft fait équipe avec la guitariste/choriste de Stereolab Mary Hansen pour former le groupe Schema. Le chant et l'instrumental prennent part de façon égale dans le groupe. Un EP/mini-album éponyme est publié en 2000 sur le label 5 Rue Christine, de Kill Rock Stars. Un deuxième album et une tournée sont prévus, mais le 12 décembre 2002, Hansen est fauchée sur son vélo par un camion dans Londres et décède par la suite.
Hovercraft et DJ Spooky travaillent ensemble sur chaque morceau du groupe de la fin des années 1990. Deux d'entre eux sont publiés sur des compilations de musique techno, mais les versions originales ne le furent jamais. Le dernier concert d'Hovercraft se fait le 16 février 2001 à l'Experience Music Project de Seattle.

## Style musical et influences
La musique d'Hovercraft est constituée de chansons longues comportant des sons avant-garde et de tonalités changeantes : extrême opposé de la scène grunge locale. Le groupe est caractérisé par le bruit que font les abeilles avec l'utilisation massive de delay sur la guitare de Shinn, une Fender Stratocaster. Grâce aux pédales d'effet et effets de looping, il donne l'impression de jouer simultanément plusieurs guitares. Leibling ne joue généralement qu'une seule note, claire et sans effet, mais donnant la pulsation de la chanson. Au début, la batterie était peu présente, puis devint plus criarde avec le temps, la musique du groupe devenant plus complexe et les batteurs plus compétents.
Les illustrations et les noms de chansons et d'albums traitent de thèmes de l'ordre du médical, de l'astronautique, des expériences scientifiques, de l'imagerie satellite, des hallucinations et des conditions médicales. Ce sont des sujets récurrents dans le post-rock, le space rock et la scène avant-gardiste. C'est d'autant plus vrai pour Hovercraft puisque Shinn et Liebling ont suivi des cours de médecine et de physique quand ils étaient jeunes.

« Je pense que nous avons toujours voulu être médecins et psychiatres. J'étais vraiment malade quand j'étais enfant, donc j'ai grandi dans beaucoup d'hôpitaux. Sadie était dans deux établissements... donc je pense que nous avons les yeux grand ouvert. De plus, je pense nous avons toujours rêvé de voir ça de l'autre côté. »

— Ryan Shinn, 
Les photos du groupe distribuées à la presse sont toujours des silhouettes, ce qui contribue à l'image mystique et ombreuse de celui-ci, tel qu'on peut le voir sur l'album Akathisia où Liebling est obscurcie par les ténèbres.

## Membres

### Derniers membres
- Ryan Shinn/Campbell 2000 - guitare (1993-2001)
- Beth Liebling/Sadie 7 - basse (1993-2001)
- Ric Peterson/Dash 11 - batterie (1998-2001)

### Anciens membres
- Bobby Tamkin/Paul 4 - batterie (1994, 1995)
- Eddie Vedder/Jerome230 - batterie (1995)
- Dave Krusen/Karl 3-30 - batterie (1995-1998)

## Discographie

### Albums studio
- 1997 : Akathisia
- 1998 : Experiment Below

### EP
- 1996 : Hovercraft
- 1997 : Scanner Remixes
- 2000 : Schema

### Vidéo
- 1995 : 0001